# WBCMedia
«WBCMedia» (World Business Channel) — российский видеосервис, специализирующийся на контенте бизнес-тематики. Мультимедийная платформа для предпринимателей и бизнеса. Входит в состав одноимённого медиа-холдинга. Помимо видеосервиса в него входят: продакшн студия — производитель видеоконтента различных форматов (основана в 2008 году), креативное бюро, а также Детская редакция (основана в 2021 году).
Компания производит собственный оригинальный контент: видео-программы разных жанров и форматов, в том числе, интервью, авторские колонки, дискуссии, документальные фильмы, ток-шоу, тематические спецпроекты, ведёт трансляции и репортажи с крупных бизнес-событий России. Ведёт ленту бизнеса и календарь событий.
Среди известных проектов WBCMedia сериалы: Self-Made, Дети в большом бизнесе, Городское развитие совместно с ВЭБ.РФ.
Видеотека WBCMedia включает более 2000 часов оригинального контента.
Компания одна из первых в России в 2014 году начала производить контент в формате HD и дистрибутировать его на широкую телевизионную аудиторию как World Business Channel. В 2019 году распространение контента полностью было переведено в digital-формат, поскольку он обеспечивает максимальное взаимодействие с целевой аудиторией.